# Paspels
Paspels foi uma comuna da Suíça, no Cantão Grisões, com cerca de 463 habitantes. Estendia-se por uma área de 4,57 km², de densidade populacional de 101 hab/km². Confinava com as seguintes comunas: Almens, Cazis, Rodels, Trans, Tumegl/Tomils.
A língua oficial nesta comuna era o Alemão.

## História
Em 1 de janeiro de 2015, passou a formar parte da nova comuna de Domleschg.